# Conselho de Liberais e Democratas Asiáticos
O Conselho dos Liberais e Democratas Asiáticos (CALD) é uma organização regional de partidos políticos democráticos liberais da Ásia.
O Conselho foi criado em 15/10/1993, em reunião em Taipei, Taiwan .  Existem nove partidos membros, um membro associado e um partido na condição de observador. Atualmente, muitos democratas na Ásia têm um relacionamento com a organização, a qual também abriu a sua adesão a indivíduos com ideias semelhantes e envolve-se regularmente com partidos políticos não membros do Japão e da Coreia do Sul, com os quais partilha os mesmos valores democráticos. O Partido Democrático do Japão é um dos exemplos mais notórios. Por outro lado, para o melhor interesse de determinados membros, também aceitam membros individuais, como acontece em Hong Kong. O Partido Democrático de Hong Kong é representado na organização por Martin Lee e Sin Chung Kai. O terceiro membro individual foi o ex-presidente da Indonésia, Abdurrahman Wahid (1940–2009). Aung San Suu Kyi e Corazon Aquino (1933 – 2009) são membros honorários. 
A organização foi sancionado pela República Popular da China por alegadamente promover a independência de Taiwan.   O conselho considerou as sanções injustas e afirmou que não iriam prejudicar o trabalho que desenvolvem.  

## Membros plenos
| País      | Nome                                     | Governo                                  | Ala política                |
| --------- | ---------------------------------------- | ---------------------------------------- | --------------------------- |
| Camboja   | Movimento de Resgate Nacional do Camboja | no exílio                                | Centro                      |
| Indonésia | Partido Democrático de Luta da Indonésia | partido sênior na coalizão governamental | Centro-esquerda             |
| Indonésia | Partido do Despertar Nacional            | partido júnior na coalizão governamental | Centro-direita              |
| Malásia   | Partido do Movimento Popular da Malásia  | oposição extraparlamentar                | Centro                      |
| Mongólia  | Vontade Civil-Partido Verde              | oposição extraparlamentar                | Centro                      |
| Filipinas | Partido Liberal                          | em oposição                              | Centro para centro-esquerda |
| Cingapura | Partido Democrático de Singapura         | oposição extraparlamentar                | Centro para centro-esquerda |
| Taiwan    | Partido Democrático Progressista         | no governo                               | Centro para centro-esquerda |
| Tailândia | Partido Democrata                        | partido júnior na coalizão governamental | Centro para centro-direita  |

## Partidos observadores
| País    | Nome                                        | Governo       | Ala política                |
| ------- | ------------------------------------------- | ------------- | --------------------------- |
| Myanmar | Liga Nacional para a Democracia             | Junta Militar | Centro                      |
| Japão   | Partido Democrático Constitucional do Japão | Oposição      | Centro para centro-esquerda |